# Mondsee

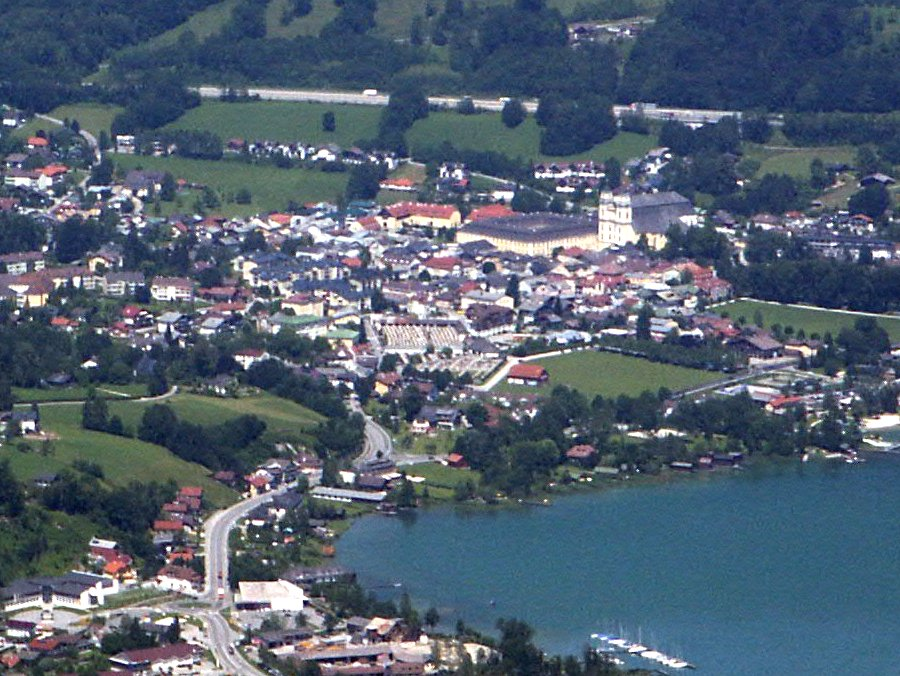
Mondsee, vue de Schober.

La commune de Mondsee se trouve en Haute-Autriche, à la frontière du Land de Salzbourg.

## Géographie
Mondsee se trouve à 493 m d'altitude dans le Hausruckviertel sur le lac de Mondsee. La commune s'étend sur 9,5 km du nord au sud, et sur 7,7 km de l'ouest à l'est. La superficie totale est de 16,4 km2. 0,6 % de la superficie est boisée, 7,3 % est exploitée par l'agriculture, 87 % est occupée par le lac de Mondsee.

## Histoire
On a retrouvé sur les berges du lac les vestiges d'une civilisation lacustre du néolithique final, la Culture du lac de Mondsee, qui s'éteignit apparemment vers -3 300. Les Bavarii (ou Baiovarii), une tribu germanique originaire de l'actuelle Bohême, occupèrent la région de Mondsee vers 600 ap. J.-C..
Le cloître bénédictin de Mondsee fut fondé en 748 par le duc de Bavière Odilon. Son rayonnement s'accrut par les nombreuses terres qui y furent peu à peu rattachées. Selon la légende, le duc de Bavière Odilon s'était perdu au cours d'une partie de chasse dans la montagne surplombant le lac de Mondsee, à la tombée de la nuit. Lorsque la Lune apparut de derrière les nuages, son éclat illumina le chemin, permettant au duc d'éviter de justesse une chute certaine. En signe de gratitude pour le seigneur, il fit vœu de fonder un monastère dans la vallée. Selon la tradition, les premiers moines vinrent du Mont Cassin en Italie. La communauté prébénédictine augmenta au point qu'elle forma l'un des plus influents monastères de toute la Bavière. Lorsque par la suite, le fils d'Odilon, Tassilon III, fonda le monastère de Kremsmünster en 777, il fit venir des moines de la communauté fondée par son père, afin d'évangéliser la région. Après la chute de Tassilon et par là-même de la dynastie des Agilolfing, le monastère de Mondsee devint une abbaye royale carolingienne et adopta en 800 ap. J.-C.hr. la règle de saint Benoît.
Le pays de Mondsee fut rattaché au duché de Bavière jusqu'en 1506. Il passa ensuite dans la succession des Habsbourg. Le monastère fut dispersé en 1791 sous le règne de l'empereur Léopold II. Le maréchal bavarois Carl Philipp von Wrede obtint en 1810 le monastère de Mondsee à l'abandon (en plus de Suben et Gleink) comme château avec une juridiction propre. Même après la restitution du fief de Mondsee à l'Autriche, Wrede resta propriétaire du monastère et contribua à moderniser le pays (construction de routes, appellation d'origine du fromage de Mondsee…).
Les premiers touristes s'installèrent à Mondsee à partir de 1867, et les croisières en bateau à vapeur furent possible à partir de 1872. La ligne de chemin de fer du Salzkammergut entra en service en 1891.

## Le monastère de Mondsee
Fondée par le duc de Bavière Odilo, l'abbaye bénédictine de Mondsee joue un rôle essentiel dans le développement de la localité. Elle est supprimée en 1791 et ses bâtiments, pour l'essentiel baroques, sont utilisés à des fins diverses ; son abbatiale est utilisée jusqu'à aujourd'hui comme église paroissiale.

## Agglomérations voisines
- Unterach am Attersee
- Tiefgraben
- Innerschwand
- Sankt Lorenz

## Politique
Le maire est Josef Wendtner, candidat de l'ÖVP.

### Démographie
La commune comptait 2 600 habitants en 1991, 3 207 en 2001.

## Personnalités
- Frida Uhl (1872-1943), deuxième épouse d'August Strindberg, née et enterrée à Mondsee

## Culture et tourisme

### Tourisme

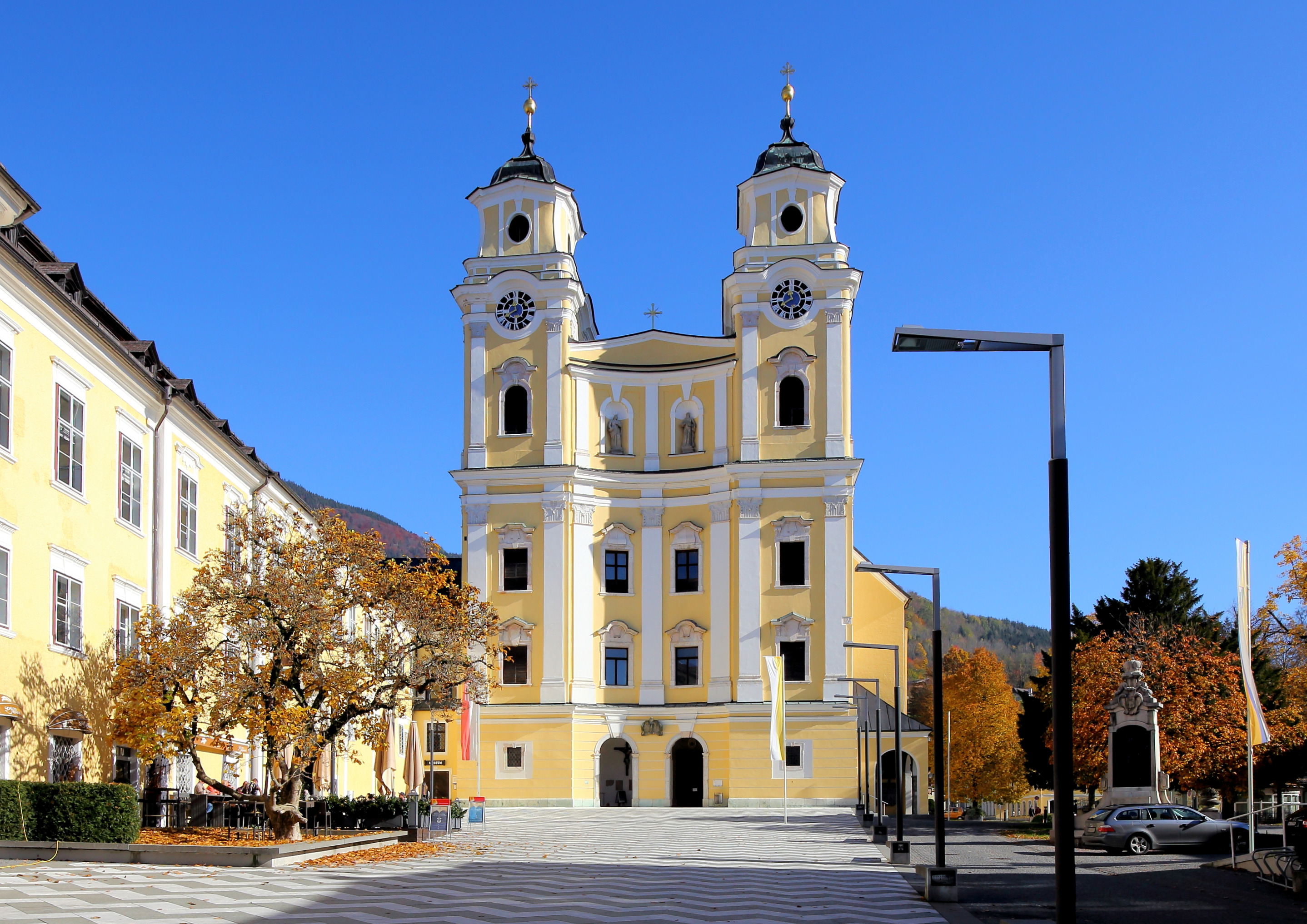
Église paroissiale

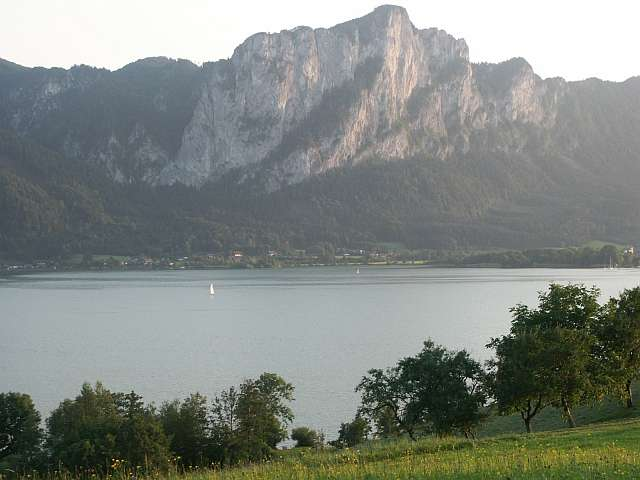
Le lac de Mondsee.

- L'église paroissiale de Mondsee, naguère chapelle de l'abbaye bénédictine. Sa décoration intérieure, somptueuse et baroque, est très largement influencée par le peintre et sculpteur Meinrad Guggenbichler (1649-1723). Elle se vit accorder en 2005 le titre de basilica minor par le Saint-Siège.
- Le lac de Mondsee, avec ses 14,2 km2, est l'un des plus grands lacs du Salzkammergut.

#### Musées
- Musée patrimonial de l'habitat lacustre
- Le musée en plein air des salaisons fumées
- Musée du rail du Salzkammergut

#### Loisirs
- Parcours culturel
- croisière sur le lac de Mondsee

#### Institutions culturelles
- Galerie du château de Mondsee
- Orphéon
- Chorale
- les bonnets d'or
- La troupe Jedermann de Mondsee
- Expositions et manifestations culturelles dans le monastère et le cloître du château de Mondsee
- Festival musical de Mondsee

#### Sport
La commune de Mondsee est le point de départ et d'arrivée du marathon des cinq lacs, une compétition cycliste annuelle, qui consiste en un circuit du Salzkammergut.

## Jumelage
La ville est jumelée avec  Saint-Jean-d'Angély (France) depuis 1999